# 寶町藝文中心
寶町藝文中心，位在台東縣台東市，廣義指台灣日治時代建於台東廳台東街寶町的6間官舍，又稱臺東市長官舍建築群，建築年份是昭和11年（1936年）。狹義指舊台東市長公館。

## 概要
昭和11年（1936年），在台東街寶町（現寶桑路和中山路一帶）建設街役場的官舍。戰後，作為市公所宿舍使用。2000年，台東市長推動修復官舍群，包括宿舍、庭園等，作為藝文展覽場地。

## 脚注
1. ↑  . 台東觀光旅遊網. （原始内容存档于2021-04-11）.

## 外部連結
- 寶町藝文中心 （页面存档备份，存于）